# Enric Ràfols i Parés
Enric Ràfols i Parés   (Vilanova i la Geltrú, 1851 - Treinta y Tres, 1921) fou un tipògraf català.